# 신주쿠 NS 빌딩

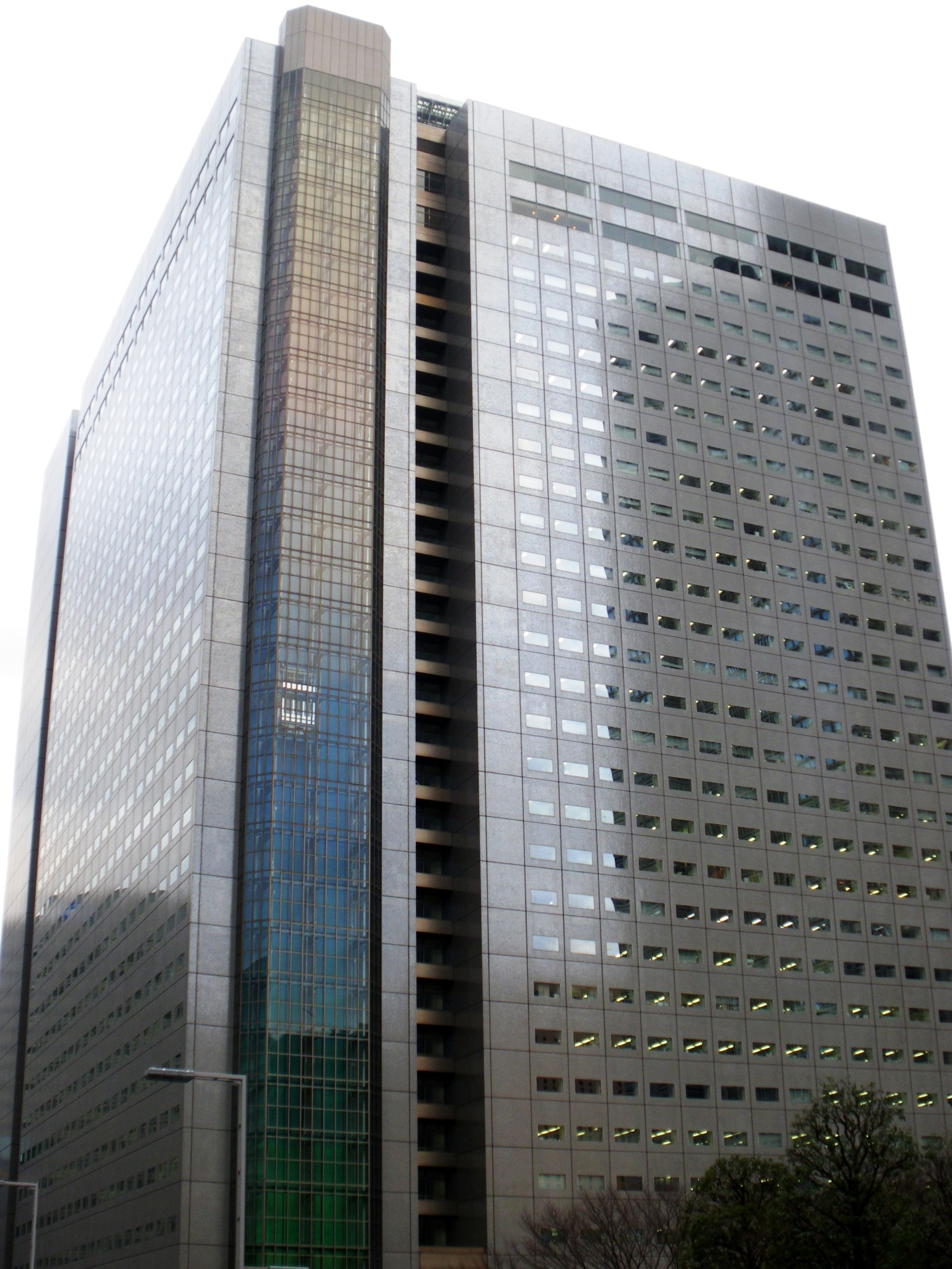
신주쿠 NS 빌딩

신주쿠 NS 빌딩은 일본 도쿄도 신주쿠에 있는 고층 건물이다. 1층부터 30층까지 빌딩 가운데 공간을 텅 비워놓았고, 세계에서 가장 큰 추시계가 있어 기네스북에 등재되어 있다.